# Mission Saint-Ignace
La Mission Saint-Ignace était un poste missionnaire fondé à Saint-Ignace au Michigan par le père jésuite Jacques Marquette. Le site de la mission accueille aujourd'hui un petit musée de la nation Ojibwés et un parc municipal, le parc Marquette. Le site est reconnu comme National Historic Landmark (lieu historique national des États-Unis).

## Histoire

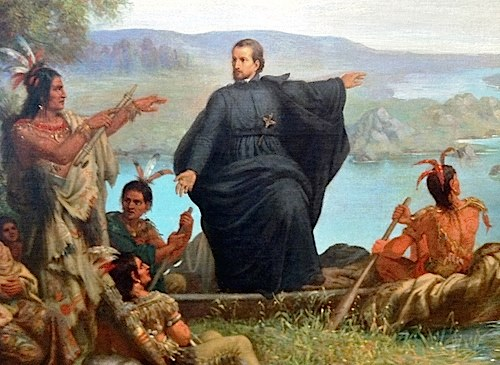
Le père Marquette prêchant aux Amérindiens

La mission fut d'abord installée sur l'île Mackinac par le père Claude Dablon en 1670. Le père Jacques Marquette
déménage la petite mission l'année suivante, en 1671, sur la péninsule Saint-Ignace située sur la rive opposée du détroit de Mackinac. On connait peu de choses sur ce premier lieu de culte, il fut probablement bâti en écorce de cèdre, un mode de construction typique des amérindiens. La première chapelle permanente était une simple construction de bois rond.
Pendant les deux années suivantes, le père Marquette exerce ses activités pastorales et apostoliques à la mission Saint-Ignace auprès des français et des amérindiens qui habitent la région. Il ne quitte la mission qu'en mai 1673, accompagné de Louis Jolliet pour explorer la partie supérieure du bassin du Mississippi. C'est au cours d'un autre voyage que le père Marquette décède en 1675 près de la ville de Ludington.

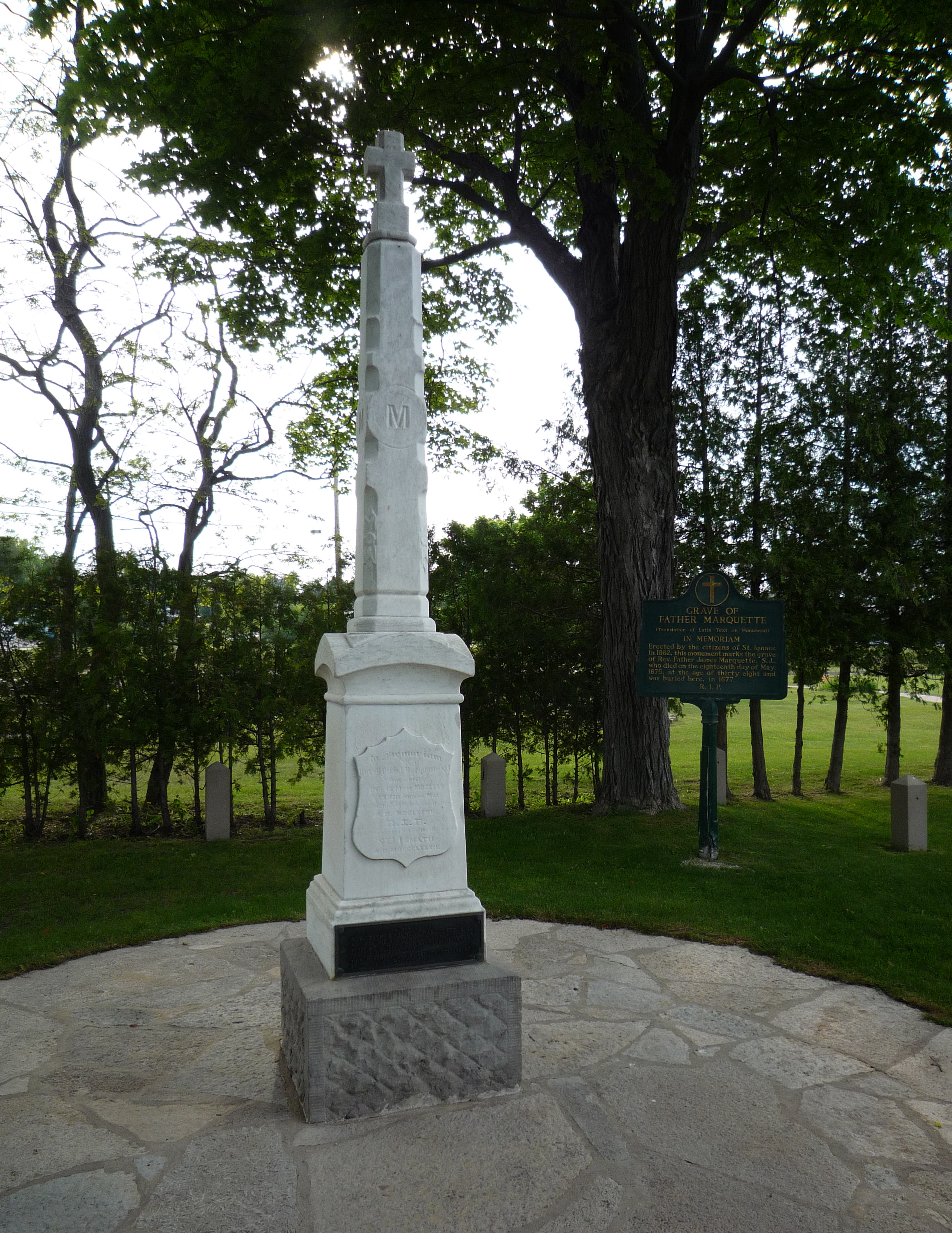
Pierre tombale de la sépulture du père Marquette

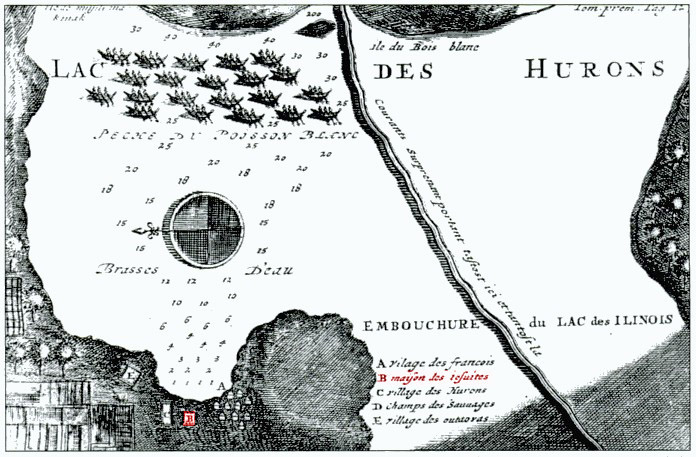
Carte de la mission Saint-Ignace

Il avait exprimé le désir d'être enterré dans sa bien-aimé mission Saint-Ignace et en 1677 un groupe d'amérindiens de la tribu des Kiskakons y ramènent sa dépouille. Son corps est alors enterré sous la chapelle par le père Henri Nouvel,.
Entre 1681 et 1688, le père Jean Enjalran est nommé supérieur des missions jésuites des Grands Lacs et réside principalement à Saint-Ignace.
Le poste est abandonné en 1705 après d'abord avoir été mis à feu par le père Carheil avant son départ pour Québec. L'incendie a non seulement détruit la chapelle mais aussi la marque de l'emplacement de la tombe du père Marquette. L'emplacement du tombeau fut redécouvert en 1877 et une statue du père Marquette s'élève aujourd'hui sur le site.  
Dès 1703, le père Joseph Jacques Marest avait reçu de son supérieur l’ordre de partir pour Fort Pontchartrain du Détroit commandé par Antoine de Lamothe-Cadillac. Lamothe-Cadillac avait alors demandé aux Amérindiens de la Nation Outaouais de faire connaître leur intention concernant leur propre déplacement du Fort Michilimakinac vers Fort Pontchartrain du Détroit. Le père Marest était peu favorable à ce déplacement. Les Amérindiens demandèrent trois jours pour réfléchir et, à sa grande surprise, déclarèrent qu’ils ne quitteraient pas Michilimakinac, qu’ils préféraient y mourir. Fort d’une « telle détermination », le père Marest partit pour Québec où il se fit un solide allié en la personne du nouveau gouverneur, Philippe de Rigaud de Vaudreuil.
Un second poste fut établi sur un site différent en 1837, et il fut transféré sur le site de la première mission en 1954. La chapelle de la mission sert de musée et de lieu culturel des Ojibwés, où se trouve un ancien village Huron.

## Reconnaissance historique
Le gouvernement des États-Unis a reconnu le site de la mission Saint-Ignace au titre de National Historic Landmark le 9 octobre 1960. Cette reconnaissance signifie que ce lieu est considéré comme ayant un intérêt historique de portée nationale.